# Categate

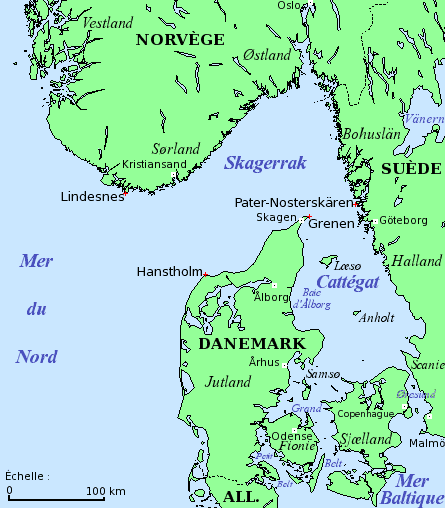
Categate e o Escagerraque

Categate (em dinamarquês: Kattegat,  PRONÚNCIA); em sueco: Kattegatt,  PRONÚNCIA) é um estreito entre a Dinamarca e a Suécia, limitado do lado sueco pela costa da Escânia, da Halland, de Gotemburgo e de Bohuslän até à ilha de Marstrand, e do lado dinamarquês pela península da Jutlândia e pelas ilhas de Fyn e da Zelândia.

## Geografia
O Categate se conecta a norte via o estreito de Escagerraque ao mar do Norte. Ao sul, ele se conecta ao mar Báltico via o Øresund a sudeste, ou via o canal do Grande Belt (Storebælt) e o do Pequeno Belt (Lillebælt) ao sudoeste.

## Ilhas
- Anholt
- Asperö
- Björkö
- Brännö
- Donsö
- Fotö
- Grötö
- Hallands Väderö
- Hesselø
- Hyppeln
- Hälsö
- Hönö
- Kalvsund
- Källö-Knippla
- Læsø
- Marstrand
- Nidingen
- Rörö
- Samsø
- Sjælland, a ilha de Copenhague
- Styrsö
- Vinga
- Öckerö
- Knarrholmen
- Kårholmen
- Känsö
- Köpstadsö
- Sjumansholmen
- Stora Förö e Lilla Förö
- Vargö
- Vrångö